# SN 2010fg
SN 2010fg – supernowa typu Ia odkryta 6 czerwca 2010 roku w galaktyce A121641+4641. W momencie odkrycia miała maksymalną jasność 22,80m.